# Křižovatka

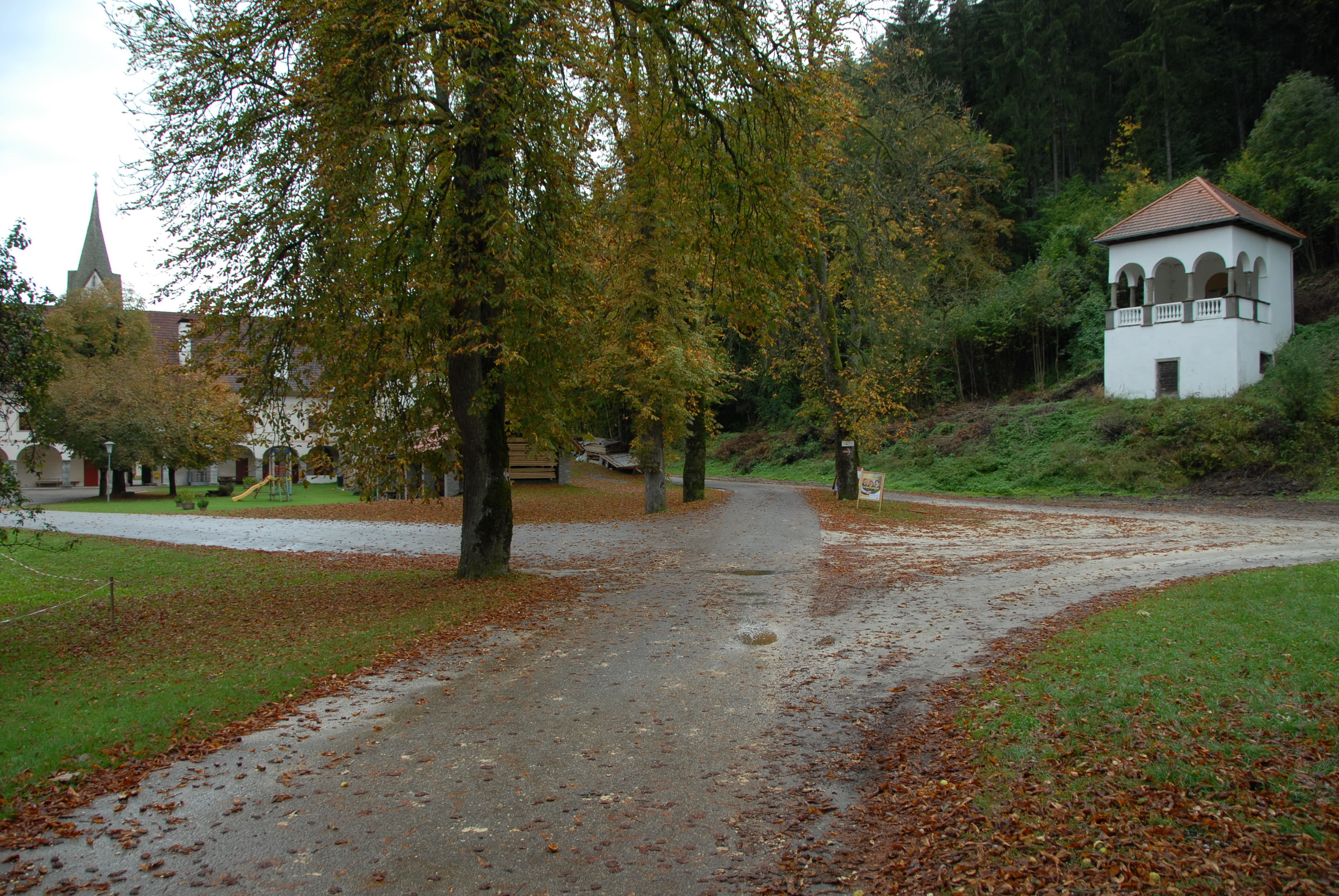
Historická křižovatka v Korutanech

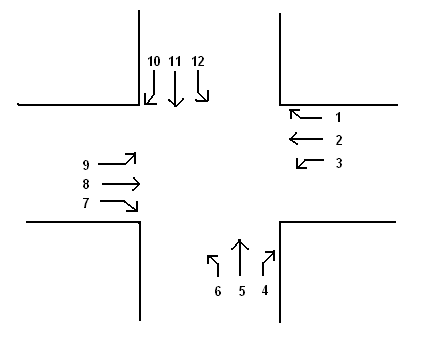
Standardní číslování směrů na křižovatce

Křižovatka je místo, na kterém se protínají různé dopravní trasy, např. cesty, koleje apod., které vedou do různých směrů. Obecně se jedná o místo, kde se kříží různé cesty (může se ale jednat v přeneseném významu slova i o životní cesty a osudy a to jak jednotlivce tak i celých velkých skupin lidí). V minulosti byly mnohá města budována na místech, kde se křížily různé obchodní stezky. Průsečík takových cest byl vhodným místem pro odpočinek, nebo vzájemnou výměnu zboží.
Jako křižovatka se označují zejména
- křižovatka pozemních komunikací
- železniční křižovatka (též tramvajová křižovatka)

Zatímco křížení (úrovňové nebo mimoúrovňové) je místo, kde se komunikace, dráhy nebo vedení v půdorysném průmětu protínají, aniž by na sebe byly napojeny, křižovatka je místo, kde se pozemní komunikace stýkají a alespoň dvě z nich jsou na sebe navzájem dopravně napojeny. 
Nadjezd nebo podjezd je mimoúrovňové křížení sjízdné pozemní komunikace s jinou pozemní komunikací nebo dráhou. Nadchod nebo podchod je mimoúrovňové křížení komunikace pro chodce s jinou komunikací. Tyto výrazy (nadjezd, podjezd, nadchod, podchod) vyjadřují relativně polohu jedné z komunikací vůči druhé, nejsou proto vhodné pro označení mostního objektu. Formu podchodu nebo nadchodu pro živočichy má také ekodukt, migrační objekt.
Přejezd je úrovňové křížení pozemní komunikace s drážní komunikací (v některých případech je označeno jako železniční přejezd) nebo úrovňové křížení cyklistického pruhu s jiným dopravním pruhem nebo zpevněná část dělicího pásu umožňující přejetí do protisměrného dopravního pásu. 
Úrovňová křižovatka pozemních komunikací je místo, kde se pozemní komunikace protínají nebo stýkají ve stejné úrovni. Podle půdorysného tvaru se rozlišují tyto typy křižovatek:
- průsečná křižovatka
- styková křižovatka
- vidlicová křižovatka
- odsazená křižovatka
- hvězdicová křižovatka
- okružní křižovatka

Mimoúrovňová křižovatka je místo, kde jsou vzájemně propojeny pozemní komunikace křížící se v různých výškových úrovních. Podle uspořádání se rozlišují tyto typy:
- trubkovitá křižovatka
- rozštěpová křižovatka
- deltovitá křižovatka
- osmičková křižovatka
- úplná křižovatka
- neúplná křižovatka
- útvarová křižovatka

Hranice křižovatky je čára spojující krajní body příčných řezů křížících se komunikací v místě, v němž se mění jejich původní příčný řez pro konstrukční uspořádání křižovatky. Prostor křižovatky je oblast uvnitř hranic křižovatky. Paprsek křižovatky je úsek pozemní komunikace v oblasti křižovatky od místa průsečíku os křížících se komunikací k hranici křižovatky. Větev křižovatky je jízdní pruh nebo pás, který propojuje pozemní komunikace v oblasti křižovatky, přičemž se rozeznává: přímá větev nebo vratná větev.
V křižovatce se rozlišují podle funkce různé druhy jízdních pruhů: průběžný pruh, řadicí pruh, připojovací pruh, odbočovací pruh. Vyřazovací úsek je úsek určený pro přejíždění z průběžného pruhu do přídatného pruhu, řadicího nebo odbočovacího pruhu, zpomalovací úsek je úsek řadicího nebo odbočovacího pruhu sloužící ke zpomalování odbočujících vozidel před zastavením nebo odbočením, čekací úsek je úsek řadicího nebo odbočovacího pruhu určený k čekání na průjezd křižovatkou. Zrychlovací úsek je úsek připojovacího pruhu určený ke zrychlování připojujících se vozidel na rychlost vozidel v průběžném pruhu, manévrovací úsek je úsek připojovacího pruhu určený k zařazení vozidel do mezer v průběžném pruhu, zařazovací úsek je část připojovacího a průběžného pruhu určená k přejíždění ze zrychovacího úseku připojovacího pruhu do průběžného pruhu. Průpletový úsek je úsek komunikace, kde dochází ke vzájemnému křížení dráhy mezi vozidly přejížděním z jednoho jízdního pruhu do druhého v témž dopravním směru. Kolektorový pás je fyzicky oddělený přídatný jízdní pás pozemní komunikace, na němž dochází v oblasti křižovatky k odpojování, připojování nebo k průpletu dopravních proudů při změně jízdního směru, což umožňuje zaústění více větví křižovatky tak, aby na průběžném jízdním pásu byl omezen počet odpojení a připojení, nebo propojení blízkých křižovatek tak, že fungují jako jedna.
Úhel křížení je úhel, který svírají půdorysné průměty os dvou křížících se komunikací, případně komunikace a dráhy nebo jiného zařízení nebo vedení. Úhel odbočení je úhel, sevřený osou průběžného jízdního pásu nebo pruhu a výjezdové části větve křižovatky, tj. tečnou odbočného směrového oblouku. Obdobně úhel připojení je úhel sevřený osou vjezdové části větve křižovatky a osou průběžného jízdního pásu nebo pruhu. Průplet je vzájemné křížení jízdní dráhy mezi vozidly přejížděním z jednoho jízdního pruhu do druhého na okružním pásu křižovatky při úhlu vzájemného křížení do 15°–20° a délce průpletového úseku nejméně 40 m.
Střetný bod místo na křižovatce, na němž dochází k vzájemnému křížení, připojování nebo rozvětvování jízdních směrů; podle vzájemného vztahu střetávajících se směrů se rozeznává křižný bod, přípojný bod, odbočný bod.
Připojení účelové komunikace nebo sousedící nemovitosti na jinou než účelovou komunikaci se nazývá sjezd a nepovažuje se za křižovatku.